# 石川準吉 (農林官僚)
石川 準吉（いしかわ じゅんきち、1898年（明治31年）11月24日 - 1990年（平成2年）7月12日）は、日本の農林官僚、政治家、弁護士。参議院議員。

## 経歴
秋田県で、石川為治の五男として生まれる。広島高等師範学校を卒業し、1922年、広島県福山師範学校教授に就任。1925年、高等試験司法科試験に合格し、1926年12月には同試験行政科試験に合格。1927年、東北帝国大学法文学部法科を卒業し農林省に入省。産業組合事務官兼農林事務官、農林事務官兼水産講習所教授、大阪営林局庶務部長、東京営林局庶務部長、農林省水産局水産課長、同米穀局外地課長、大使館一等書記官、食糧管理局第一部長、地方総監府参事官、東北地方行政事務局次長、農林省総務局長などを歴任し、1946年に退官。
1947年の第1回参議院議員通常選挙で秋田県選挙区から民主党所属で立候補し当選1回（任期3年）。
1990年7月12日、死去した。91歳没。

## 栄典
- 1969年4月29日 - 勲三等瑞宝章[6]（勲四等からの昇叙[7]）。

## 著書
- 『漁業共同施設奨励事業の話』太田康治共著、大日本水産会、1936年。